# Reloj de pie
El reloj de pie es un tipo de reloj solar que se fundamenta en la medida de la longitud de la sombra. Desde los tiempos de la República romana hasta bien entrada la Edad Media, se encuentran en la literatura antigua diversos testimonios de un singular sistema para calcular la hora, que se vale de la longitud que arroja la sombra del cuerpo humano iluminado por el Sol.

## Método
Este método emplea la relación constante de 1⁄7 entre la altura de un hombre y la longitud de su propio pie. Un ejemplo de esta proporción se puede encontrar en el Hombre de Vitruvio, es decir, un hombre o una mujer cualesquiera siempre obedecen (aproximadamente) a la proporción siguiente: la longitud del pie aplicada 7 veces verticalmente proporciona la altura del individuo. De esta forma, se tabulaban longitudes de pies de sombra para cada hora y para cada mes, y resultaba el «reloj de pie».

## Ejemplos de relojes
Tablas de este estilo se encuentran en las tablas descritas en Re Agricultura de Paladio. En España, puede verse un reloj de pie dentro de la iglesia visigoda de San Pedro de la Nave ubicada en Zamora, inscrita en la piedra de los sillares izquierdos inmediatos al arco toral.
Hoy en día, y ya desde muy antiguo, se empleaba en Valencia para medir los intervalos de servicio del agua que corresponde a los diferentes regantes del acueducto del Port de Adzaneta. Es posible que esta antigua costumbre de medir el tiempo esté heredada de los antiguos pobladores musulmanes de esta zona, aunque la forma en la que llegó está por determinarse. Según el estudioso Joan Olivares, esta antigua forma de medir el tiempo se mantuvo debido a que el acueducto que regaba era compartido por dos comunidades de regantes que conservaron este atavismo para medir el tiempo, debido a que cualquier cambio usando instrumentos más modernos, habría generado desavenencias. En la actualidad, no se emplea ya para regar por haber quedado en desuso, pero aún quedan regantes mayores que lo conocieron y lo saben utilizar.
En la actualidad, algunos nómadas del desierto emplean la longitud de su sombra para determinar la hora en la que se deben rezar las primeras oraciones indicadas por el islam y que corresponden a las oraciones vespertinas y que se denominan el ashr, que sigue a la oración del mediodía (el zhur).